# Gedung Agung (Jati Agung)
Gedung Agung is een bestuurslaag in het regentschap Lampung Selatan van de provincie Lampung, Indonesië. Gedung Agung telt 1.338 inwoners (volkstelling 2010).